# Železnica (Manet)
Železnica (francosko Le Chemin de fer), znana tudi kot Gare Saint-Lazare, je slika Édouarda Maneta iz leta 1873. To je zadnja Manetova slika z njegovim najljubšim modelom, kolegico slikarko Victorine Meurent, ki je bila tudi model za njegova zgodnejša dela Olympia in Zajtrk na travi. Razstavljena je bila na Pariškem salonu leta 1874 in leta 1956 podarjena Narodni galeriji umetnosti v Washingtonu.

## Slika
Meurentova je upodobljena na levi strani okvirja, pred železno ograjo v bližini Gare Saint-Lazare v Parizu. Zamišljena je, nosi temen klobuk in temnomodro obleko z belimi detajli in gleda proti gledalcu, v njenem naročju pa ležijo speč kuža, pahljača in odprta knjiga. Poleg nje je deklica, oblikovana po vzoru hčerke Manetovega soseda Alphonsa Hirscha, kontrastna figura, oblečena v belo obleko z veliko modro pentljo, ki stoji s hrbtom obrnjena proti gledalcu in gleda skozi ograjo. Pod njimi vozi vlak. Črn trak v dekličinih laseh dekleta odmeva v črnem traku okoli vratu ženske. Namesto da bi izbral tradicionalen naraven pogled kot ozadje za zunanjo sceno se je Manet odločil za železno rešetko, ki se »drzno razteza čez platno«. Na vlak namiguje le bel oblak pare, ki je ostal za njim. V ozadju je mogoče videti sodobne stanovanjske hiše, vključno s hišo na ulici Rue de Saint-Pétersbourg, v bližini trga Place de l'Europe, kjer je Manet od julija 1872 najemal studio, signalno polje in Pont de l'Europe.
Razporeditev stisne ospredje v ozko žarišče, ločeno od ozadja z ograjo. Tradicionalna konvencija globokega prostora ni upoštevana. Na parapet na desni strani slike je položen grozd, ki morda kaže, da je bila slika narejena jeseni. Pes je lahko sklicevanje na Tizianovo Venera iz Urbina; Manet je že prej posnemal Tizianovo kompozicijo v svoji Olympiji.

## Sprejem
Zgodovinarka Isabelle Dervaux je opisala sprejem, ki ga je ta slika dobila, ko je bila prvič razstavljena na uradnem Pariškem salonu leta 1874: »Obiskovalci in kritiki so ugotavljali, da je njena tema nerazumljiva, njena sestava neskladna in njena izvedba nedokončana. Karikaturisti so se Manetovi sliki posmehovali, le nekaj jih je prepoznalo simbol modernosti, kar je ta slika postala danes«.
Kmalu po končanju je bila slika prodana baritonistu Jean-Baptistu Faureju. Leta 1881 je bila prodana trgovcu z umetninami Paulu Durand-Ruelu, ki ji je dal več imen: Enfant respectant le chemin de fer, Le pont de l'Europe, A la Gare St. Lazare, kasneje pa le Gare St. Lazare. 31. decembra 1898 jo je za 100.000 frankov prodal Američanu Henryju Osbornu Havemeyerju. Njegova žena Louisine Havemeyer je ob smrti leta 1929 zapustila 2000 umetniških del Metropolitanskemu muzeju umetnosti v New Yorku, pri čemer pa je Železnica ostala del majhne zbirke, ki jo je razdelila med svoje tri otroke. Slika je bila podarjena Narodni galeriji umetnosti v Washingtonu leta 1956 ob smrti njenega sina Horaca Havemeyerja.